# Terrence Shannon Jr.

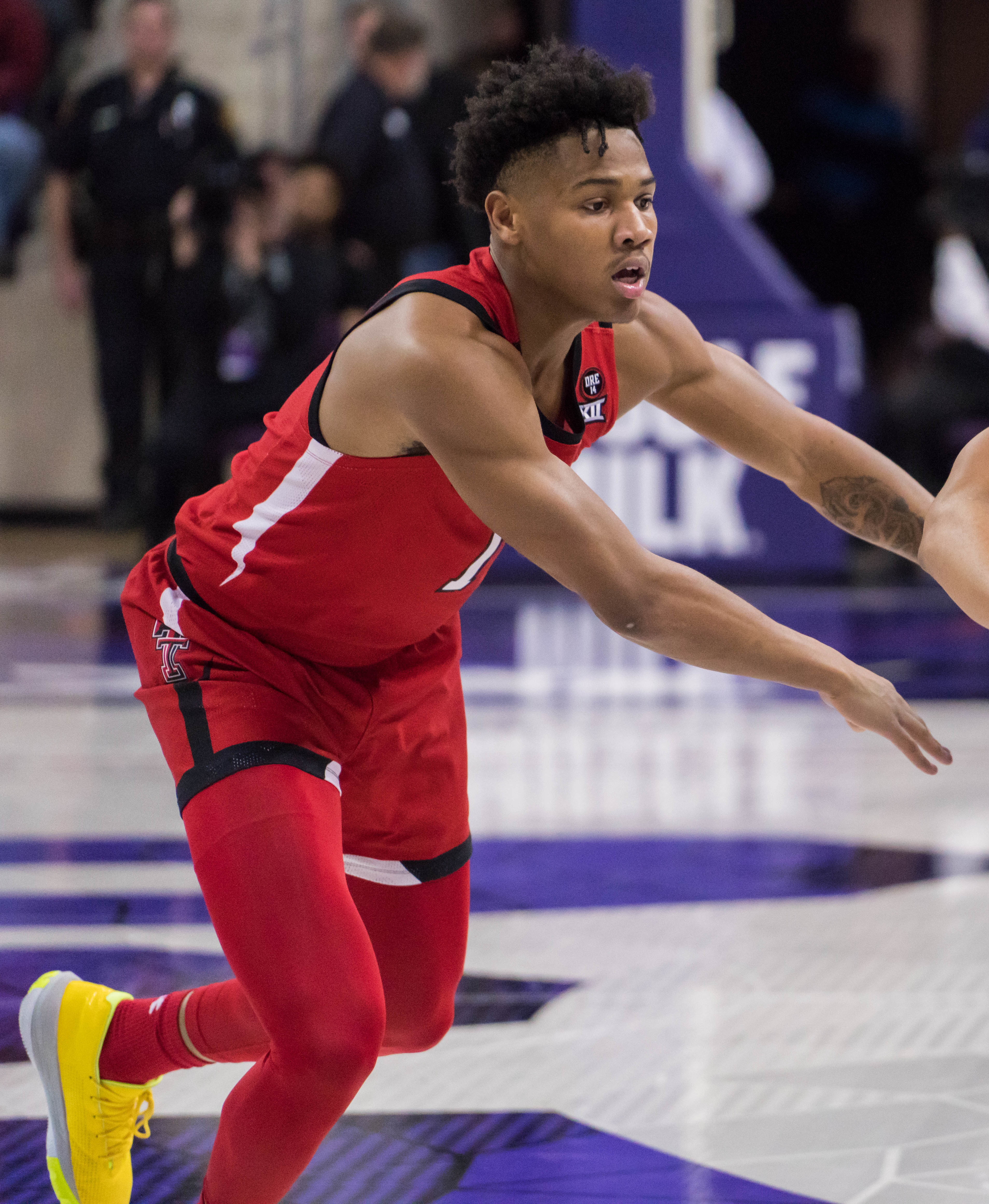
Terrence Shannon Jr., 2020.

Terrence Edward Shannon Jr., född 30 juli 2000 i Chicago i Illinois, är en amerikansk professionell basketspelare (PG/SG) som spelar för Minnesota Timberwolves i National Basketball Association (NBA).
Han draftades av Minnesota Timberwolves i första rundan i 2024 års draft som 27:e spelare totalt.
Innan Shannon Jr. blev proffs studerade han vid Texas Tech University och spelade för deras idrottsförening Texas Tech Red Raiders. Han blev senare överförd till University of Illinois at Urbana-Champaign för spel i Illinois Fighting Illini.